# Авидзба, Василий Шамониевич
Василий Шамониевич Авидзба (абх. Аҩӡба Уасил Шамон-иԥа; род. 14 ноября 1958, Верхняя Эшера, Абхазская АССР) — абхазский политик и учёный, кандидат в вице-президенты на выборах президента Абхазии 2009 года, директор Абхазского института гуманитарных исследований имени Д. И. Гулиа (1999—2016), лауреат Государственной премии имени Г. А. Дзидзария.

## Биография
Родился в 1958 году в с. Верхняя Эшера. В 1976 году окончил школу-интернат № 1 имени К. Ф. Дзидзария в Сухуме.
С 1977 по 1979 годы проходил службу в рядах Вооружённых сил СССР.
В 1984 году окончил филологический факультет Абхазского государственного университета по специальности абхазский язык и литература, по окончании которого работал младшим научным сотрудником научно-исследовательского сектора АбГУ.
С 1988 по 1991 годы проходил обучение в аспирантуре Института мировой литературы им. А. М. Горького, где 12 июня 1992 года защитил диссертацию на тему «Поэтика абхазского романа».
С 1992 года работал преподавателем кафедры абхазской литературы АбГУ и по совместительству заместитель декана факультета.
С августа 1992 по январь 1993 года принимал участие в Отечественной войне в Абхазии в рядах 2-го Верхнеэшерского батальона.
С 1994 года — научный сотрудник отдела литературы Абхазского института гуманитарных исследований им. Д. И. Гулиа АН Абхазии, а с 1998 года — заместитель директора по научной работе АБИГИ.
С 1996 по 1998 годы работал директором 10-й средней школы им. Н. И. Лакоба в Сухуме.
В 1999—2016 годах — директор Абхазского института гуманитарных исследований им. Д. И. Гулиа АН Абхазии.
На выборах президента Абхазии 12 декабря 2009 года — кандидат в вице-президенты Абхазии.
В 2015 году под редакцией Авидзбы вышел Абхазский биографический словарь, в 2022 году — двухтомник «Абхазия: краткая энциклопедия». Являлся директором Научно-исследовательского центра «Абхазская энциклопедия».

## Награды
- Орден «Честь и слава» III степени (2005) за исследования истории абхазской литературы и организацию науки в Абхазии[2].
- Государственная премия имени Г. А. Дзидзария (2008) за научное издание книги «Газета „Апсны“ (1919—1921 гг.)»[2].
- Медаль «В ознаменование 20-летия Республики Южная Осетия» (2011 год, Южная Осетия)[3].
- Заслуженный деятель науки Республики Абхазия (2016)[2].

## Труды
Автор свыше 80 научных работ, среди которых:
- Абхазский роман. Сухум, Алашара, 1997 — 8,6 п.л.
- М. Л. Хашба. Наследие. В 2-х томах. Сухум, Дом печати, 2005. (Составление, предисловие, примечания). — 36, 7 п.л. (на абх. и рус. яз.).
- Газета «Апсны» (1919—1921 гг.). Сухум, Алашара, 2006. (Составление, предисловие, примечания). — 76, 5 п.л. (на абх.яз.).
- Основы теории литературы. Учебное пособие. (В соавторстве) Сухум, Абхазский госуниверситет, 2008. — 19,25 п.л. (на абх.яз.).
- Следы времени. Статьи. Сухум, Абгосиздательство, 2009. — 13, 25 п.л.
- Literature and linguistic politics // The Abkhazians. CURZON. Caucasus world, 1999. (Edited by George Hewitt). С. 176—188.
- Некоторые проблемы периодизации абхазской литературы // Проблемы истории, филологии, культуры. Вып. XVII. — Москва — Магнитогорск ИА РАН, МагГУ, 2003. С. 505—511.
- О первых публикациях абхазской художественной литературы // Международные Ломидзевские чтения. Изучение литератур и фольклора народов России и СНГ: Теория. История. Проблемы современного состояния. М.: ИМЛИ РАН, 2008. С. 68 — 77.
- Русская литература и абхазское правительство // Русский язык в странах СНГ и Балтии. Международная научная конференция. М.: Наука, 2007. С. 524—534.
- Особенности кавказского просветительства XIX—XX вв. // Вестник Адыгейского государственного университета. Серия «Филология и искусствоведение». Майкоп, Адыгейский госуниверситет, 2008. С. 123—129.

Является главным редактором энциклопедических изданий
- Абхазский биографический словарь / Под ред. В. Ш. Авидзба. — Сухум; М.: Абхазский институт гуманитарных исследований, 2015. — 832 с.
- Абхазия: краткая энциклопедия / Гл. ред. В. Ш. Авидзба. — Сухум; СПб.: Научно-исследовательский центр «Абхазская энциклопедия», 2022. — Т. I: А–К. — 600 с. — ISBN 978-5-94201-682-1.
- Абхазия: краткая энциклопедия / Гл. ред. В. Ш. Авидзба. — Сухум; СПб.: Научно-исследовательский центр «Абхазская энциклопедия», 2022. — Т. II: Л–Я. — 560 с. — ISBN 978-5-94201-683-7.